# Źródło pierwotne
Źródło pierwotne (źródło wywołane) – każda publikacja, która zawiera oryginalny opis badań, obserwacji, spostrzeżeń, teorii, hipotez własnych autora.
Naukowe źródła pierwotne stanowią głównie oryginalne publikacje naukowe, które znalazły swoje miejsce w uznanych czasopismach naukowych, ale do źródeł tych można też zaliczyć prace dyplomowe, doktorskie, rozdziały w fachowych książkach, niektóre traktaty. W naukach historycznych za źródła pierwotne uważa się teksty oryginalnych dokumentów – listy znanych postaci historycznych, ich pamiętniki i autobiografie, relacje naocznych świadków zdarzeń, dokumenty urzędowe, teksty traktatów, ustaw itp.
Źródło pierwotne dostarcza bezpośrednich dowodów na temat zdarzenia, obiektu, osoby lub dzieła sztuki.
Źródła te są zapisem wydarzeń lub dowodów, ponieważ zostały po raz pierwszy opisane lub faktycznie wydarzyły się bez jakiejkolwiek interpretacji lub komentarza. Jest to informacja, która jest pokazywana po raz pierwszy lub oryginalne materiały, na których oparte są inne badania. Pierwotne źródła wyświetlają oryginalne myślenie, raportują nowe odkrycia lub udostępniają nowe informacje.

## Przykłady źródeł pierwotnych
Do źródeł pierwotnych należą dokumenty historyczne i prawne, relacje naocznych świadków, wyniki eksperymentów, dane statystyczne, dzieła twórcze, nagrania audio i wideo, przemówienia i przedmioty artystyczne. Wywiady, ankiety, praca w terenie i komunikacja internetowa za pośrednictwem poczty elektronicznej, blogów i grup dyskusyjnych również są głównymi źródłami. W naukach przyrodniczych i społecznych źródłami pierwotnymi są często badania empiryczne – badania, w których przeprowadzono eksperyment lub przeprowadzono bezpośrednią obserwację. Wyniki badań empirycznych zwykle znajdują się w artykułach naukowych lub artykułach wygłoszonych na konferencjach.
Tezy, dysertacje, artykuły z czasopism naukowych (oparte na badaniach), raporty rządowe, sympozja i materiały konferencyjne, oryginalne prace, wiersze, fotografie, przemówienia, listy, notatki, narracje osobiste, pamiętniki, wywiady, autobiografie i korespondencja.